# هنري جونز (سياسي)
هنري جونز (بالإنجليزية: Henry Jones)‏ (و. 1790 – 1860 م) هو سياسي، من كندا، توفي عن عمر يناهز 70 عاماً.